# Bartomeu Ordinas i Bauzà
Bartomeu Ordinas i Bauzà (Santa Maria del Camí, 1842-Palma, 1929). Pedagog i músic.

## Biografia
Són pare, Joan Ordinas, procedia de Can Millo. Ingressà en el seminari als onze anys i l'abandonà als 24. El 1867 treballà de mestre a l'escola pública de sa Cabaneta. Des de 1870 exercí de mestre de l'escola pública de Santa Maria. Es va casar amb Teresa Cruellas i Rovira de Felanitx i va tenir cinc fills.
El 1886 es va fer càrrec del Col·legi de Santa Teresa del Pont d'Inca. El 1888 fundà el col·legi actual, amb la intenció de crear un àmbit on aplicar nous mètodes pedagògics. Va escriure diversos llibres didàctics i va compondre música religiosa. El seu germà, el prevere Josep Ordinas, fundà a Santa Maria el Col·legi Ramon Llull, juntament amb un altre prevere, Sebastià Amengual de Can Tanco.
El 1884 publicà Reglas de pronunciación castellana, con algunas de pronunciación, de conformidad a los preceptos gramaticales de la Real Academia de la Lengua. El 1907 publicà Guia del mallorquín inexperto en el uso de la Lengua Castellana. La seva preocupació, en aquestes dues obres, és la bona pronunciació del castellà entre la població mallorquina.
Durant molts d'anys va ser el secretari del Banc de Crèdit Balear.
L'any 1903 va vendre el col·legi del Pont d'Inca a les Germanes Dominiques de la Presentació, ordre francesa que perllongà l'anomenada del centre educatiu durant les primeres dècades del segle xx.

## Obres
- Obra musical. Imprenta Amengual y Muntaner: Palma.
- Reglas de pronunciación castellana, con algunas de pronunciación, de conformidad a los preceptos gramaticales de la Real Academia de la Lengua. Imprenta Juan Colomar y Salas: Palma, 1884.
- Guia del mallorquín inexperto en el uso de la Lengua Castellana. Imprenta Hijas de Juan Colomar: Palma, 1907.